# العلاقات الجزائرية الفيجية
العلاقات الجزائرية الفيجية هي العلاقات الثنائية التي تجمع بين الجزائر وفيجي.

## مقارنة بين البلدين
هذه مقارنة عامة ومرجعية للدولتين:
| وجه المقارنة                                              | الجزائر                      | فيجي                                                                 |
| --------------------------------------------------------- | ---------------------------- | -------------------------------------------------------------------- |
| المساحة (كم2)                                             | 2.38 مليون                   | 18.27 ألف                                                            |
| عدد السكان (نسمة)                                         | 38.81 مليون                  | 915.30 ألف                                                           |
| الكثافة السكانية (ن./كم²)                                 | 16.31                        | 50.1                                                                 |
| العاصمة                                                   | الجزائر                      | سوفا                                                                 |
| اللغة الرسمية                                             | اللغة العربية، لغات أمازيغية | لغة إنجليزية، اللغة الفيجية، اللغة الفيجي الهندية، اللغة الهندستانية |
| العملة                                                    | دينار جزائري                 | دولار فيجي                                                           |
| الناتج المحلي الإجمالي (بليون دولار)                      | 170.37 مليار                 | 5.06 مليار                                                           |
| الناتج المحلي الإجمالي (تعادل القوة الشرائية) بليون دولار | 582.63 مليار                 | 8.32 مليار                                                           |
| الناتج المحلي الإجمالي الاسمي للفرد دولار أمريكي          | 4.21 ألف                     | 4.96 ألف                                                             |
| الناتج المحلي الإجمالي للفرد دولار أمريكي                 | 14.19 ألف                    | 8.79 ألف                                                             |
| مؤشر التنمية البشرية                                      | 0.745                        | 0.727                                                                |
| رمز المكالمات الدولي                                      | +213                         | +679                                                                 |
| رمز الإنترنت                                              | .dz                          | .fj                                                                  |
| المنطقة الزمنية                                           | ت ع م+01:00                  | ت ع م+12:00                                                          |

## منظمات دولية مشتركة
يشترك البلدان في عضوية مجموعة من المنظمات الدولية، منها:
| علم المنظمة | اسم المنظمة                               | تاريخ انضمام الجزائر | تاريخ انضمام فيجي |
| ----------- | ----------------------------------------- | -------------------- | ----------------- |
|             | المنظمة الهيدروغرافية الدولية             | ?                    | ?                 |
|             | الاتحاد البريدي العالمي                   | ?                    | ?                 |
|             | يونسكو                                    | 15 أكتوبر 1962       | 14 يوليو 1983     |
|             | البنك الدولي للإنشاء والتعمير             | 26 سبتمبر 1963       | 28 مايو 1971      |
|             | منظمة التجارة العالمية                    | ?                    | ?                 |
|             | وكالة ضمان الاستثمار متعدد الأطراف        | 4 يونيو 1996         | 24 سبتمبر 1990    |
|             | الاتحاد الدولي للاتصالات                  | 3 مايو 1963          | 5 مايو 1971       |
|             | منظمة الشرطة الجنائية الدولية             | ?                    | ?                 |
|             | مؤسسة التمويل الدولية                     | 23 سبتمبر 1990       | 12 يوليو 1979     |
|             | الأمم المتحدة                             | 8 أكتوبر 1962        | 13 أكتوبر 1970    |
|             | مؤسسة التنمية الدولية                     | 26 سبتمبر 1963       | 29 سبتمبر 1972    |
|             | منظمة حظر الأسلحة الكيميائية              | ?                    | ?                 |
|             | المركز الدولي لتسوية المنازعات الاستشارية | 22 مارس 1996         | 10 سبتمبر 1977    |

## وصلات خارجية
- موقع وزارة الخارجية الجزائرية
- موقع وزارة الخارجية الفيجية